# Bolesław Rodkiewicz
Bolesław Franciszek Henryk Rodkiewicz (ur. 2 kwietnia 1889 w Siennicy, zm. 11–14 maja 1940 w Kalininie) – inspektor Straży Granicznej, major piechoty Wojska Polskiego, działacz niepodległościowy, kawaler Orderu Virtuti Militari, ofiara zbrodni katyńskiej.

## Życiorys
Urodził się 2 kwietnia 1889 roku w Siennicy, w rodzinie Stanisława i Teofili z Czubowiczów. Ukończył Gimnazjum Chrzanowskiego w Warszawie i trzy lata studiów na Politechnice Lwowskiej. Działacz Związku Strzeleckiego i Związku Walki Czynnej. Od 6 sierpnia 1914 roku w Legionach Polskich, komendant koszar „Oleandry” w Krakowie, służył w 1 pułku piechoty. Członek Polskiej Organizacji Wojskowej. W lipcu 1917 roku, po kryzysie przysięgowym, został internowany w obozie w Szczypiornie. W listopadzie został przeniesiony do obozu karnego w Rastatt.
Od lutego 1919 roku w Wojsku Polskim, uczestnik wojny polsko-bolszewickiej. Służył m.in. w 33 pułku piechoty i Misji Wojskowej na Dalekim Wschodzie. 1 czerwca 1921 roku, w stopniu porucznika, pełnił służbę w dowództwie 3 Armii, pozostając w ewidencji 1 pułku piechoty Legionów. W latach 1921–1922 był attaché wojskowym w Pradze. 3 maja 1922 roku został zweryfikowany w stopniu kapitana ze starszeństwem z dniem 1 czerwca 1919 roku i 1051. lokatą w korpusie oficerów piechoty. W 1923 roku pozostawał w stanie nieczynnym. W następnym roku pełnił służbę w 44 pułku piechoty Strzelców Kresowych w Równem. W latach 1924–1925 kierownik referatu wywiadowczego dowództwa 13 Dywizji Piechoty w Równem.
28 czerwca 1926 roku został przeniesiony z Dowództwa Okręgu Korpusu Nr II w Lublinie do Korpusu Ochrony Pogranicza, w którym pełnił służbę na stanowisku oficera sztabu Dowództwa 5 Brygady Ochrony Pogranicza w Łachwie, następnie oficera sztabu Dowództwa 6 Brygady Ochrony Pogranicza w Wilnie i od 1927 roku dowódcy 3 kompanii w 21 batalionie granicznym w Niemenczynie. 18 lutego 1928 roku został awansowany na majora ze starszeństwem z dniem 1 stycznia 1928 roku i 67. lokatą w korpusie oficerów piechoty. 26 kwietnia 1928 roku został przeniesiony z KOP do dyspozycji Ministra Skarbu i wyznaczony na stanowisko szefa Oddziału II Informacyjnego Komendy Głównej Straży Granicznej w Warszawie. Pełniąc służbę w Straży Granicznej pozostawał w ewidencji 44 pułku piechoty Strzelców Kresowych w Równem. Pełniąc służbę w Komendzie Głównej SG został z dniem 1 września 1934 przydzielony na sześciomiesięczną praktykę w Straży Granicznej. Z dniem 30 kwietnia 1935 został przeniesiony w stan nieczynny bez poborów, a z dniem 30 czerwca tego roku przeniesiony w stan spoczynku. Następnie pełnił służbę na stanowisku komendanta Zachodniomałopolskiego Inspektoratu Okręgowego Straży Granicznej w Krakowie.
Po agresji ZSRR na Polskę z 17 września 1939, w nieznanych okolicznościach dostał się do niewoli sowieckiej. W kwietniu 1940 był jeńcem obozu w Ostaszkowie. Przez pewien czas pełnił funkcję tzw. starszego korpusu oficerskiego obozu. Między 10 a 13 maja 1940 został przekazany do dyspozycji naczelnika Zarządu NKWD Obwodu Kalinińskiego – lista wywózkowa nr 058/3 z maja 1940, pozycja 20. Między 11 a 14 maja 1940 został zamordowany w Kalininie (obecnie Twer) przez funkcjonariuszy Obwodowego Zarządu NKWD w Kalininie oraz pracowników NKWD przybyłych z Moskwy na mocy decyzji Biura Politycznego KC WKP(b) z 5 marca 1940. Ofiary tej zbrodni grzebano potajemnie na terenie leśnym, w bezimiennych mogiłach zbiorowych, gdzie od 2 września 2000 mieści się oficjalnie Polski Cmentarz Wojenny w Miednoje. 

## Upamiętnienie
5 października 2007 Minister Obrony Narodowej mianował go pośmiertnie na stopień pułkownika, a 26 października 2007 Minister Spraw Wewnętrznych i Administracji awansował go pośmiertnie na stopień nadinspektora Straży Granicznej. Awanse zostały ogłoszone 9 listopada 2007 w Warszawie, w trakcie uroczystości „Katyń Pamiętamy – Uczcijmy Pamięć Bohaterów”.
17 września 2008 roku przy Zespole Szkół w Damnicy przy ul. Marii Konopnickiej 1 z inicjatywy gimnazjum im. Marii Skłodowskiej-Curie w Damnicy posadzono Dąb Pamięci Bolesława Rodkiewicza.

## Ordery i odznaczenia
- Krzyż Srebrny Orderu Wojskowego Virtuti Militari nr 4960[2]
- Krzyż Niepodległości – 12 marca 1931 „za pracę w dziele odzyskania niepodległości”[23][24][25]
- Krzyż Kawalerski Orderu Odrodzenia Polski – 10 listopada 1928 „za zasługi na polu pracy niepodległościowej oraz około ochrony bezpieczeństwa granic”[26]
- Krzyż Walecznych[2]
- Złoty Krzyż Zasługi – 18 marca 1932 „za zasługi na polu zwalczania przemytnictwa”[27]
- Medal Pamiątkowy za Wojnę 1918–1921[28][2]
- Medal Dziesięciolecia Odzyskanej Niepodległości[28][2]
- Odznaka „Za wierną służbę”[28]
- Odznaka Pamiątkowa Więźniów Ideowych[28]